# Heeresgruppe Afrika
Heeresgruppe Afrika was een legergroep van het Duitse leger tijdens de Tweede Wereldoorlog. Deze Heeresgruppe werd opgericht op 22 februari 1943 en werd opgeheven op 13 mei 1943 als gevolg van capitulatie van de Duitse troepen in Afrika.

## Achtergrond
Op 22 februari 1943 werden het in Afrika aanwezige Duits-Italiaanse Pantserleger en de legerstaf in Tunesië samengevoegd in Heeresgruppe Afrika om de bevelvoering te versimpelen. Generalfeldmarschall Erwin Rommel had het commando. Na een succesvolle tegenaanval bij de slag om de Kasserinepas verloor Heeresgruppe Afrika op 25 februari de slag na een gecombineerde geallieerde lucht- en legeraanval. Rommel lanceerde op 6 en 7 maart een aanval op de Britse 8e leger in de buurt van de Mareth Line, maar slaagde er niet in om een strategische overwinning te behalen. Kort daarop vloog Rommel naar Duitsland om te pleiten voor een evacuatie van de troepen uit Afrika, maar het voorstel werd afgewezen en Rommel werd verboden terug te vliegen naar Heeresgruppe Afrika. Het commando werd overgenomen door Generaloberst von Arnim, die ondanks verbeten tegenstand op 13 mei moest capituleren.

## Commando
| Datum                      | Bevelhebber                         |
| 22 februari - 9 maart 1943 | Generalfeldmarschall Erwin Rommel   |
| 9 maart - 13 mei 1943      | Generaloberst Hans-Jürgen von Arnim |

## Eenheden
| Datum      | Eenheden                               |
| Maart 1943 | Italiaanse 1ste leger, 5e Pantserleger |

## Veldslagen
- Slag om de Kasserinepas

## Bron
- (de)  Beschrijving van Heeresgruppe Afrika op lexikon-der-wehrmacht.de